# The Falcon and the Winter Soldier
The Falcon and the Winter Soldier (hrv. Sokol i Ratnik zime)  američka je televizijska miniserija iz 2021. godine redatelja Malcolma Spellmana koju je stvorio za streaming platformu Disney+ i temelji se na istoimenim likovima Marvel Comicsa, Samu Wilsonu i Buckyju Barnesu.
Miniserija je smještena u Marvel Cinematic Universe (MCU), u kontinuitetu s filmovima u franšizi, a odvija se nakon događaja iz filma Osvetnici: Završnica (2019). Sokol i Ratnik zime producira Marvel Studios.
Sebastian Stan i Anthony Mackie repriziraju svoje uloge kao Bucky Barnes i Sam Wilson iz prijašnjih filmova. Glavna glumačka postava su Wyatt Russell, Erin Kellyman, Danny Ramirez, Georges St-Pierre, Adepero Oduye, Don Cheadle, Daniel Brühl, Emily VanCamp, Florence Kasumba i Julia Louis-Dreyfus. U rujnu 2018. godine Marvel Studios radio je na nekoliko televizijskih serija za Disney+, fokusirajući se na sekundarne likove MCU filmova. Snimanje serije započelo je u listopadu 2019. u Atlanti u Georgiji, a u Češku se preselilo u ožujku 2020. U proljeće je proizvodnja zaustavljena zbog pandemije COVID-19, a snimanje je nastavljeno u Atlanti u rujnu 2020.
Sokol i Ratnik zime premijerno je prikazana 19. ožujka 2021., a završila je 23. travnja 2021. To je druga televizijska serija u četvrtoj fazi MCU- a. Četvrti film Kapetana Amerike u razvoju je kao nastavak miniserije.

## Radnja
Šest mjeseci nakon događaja u filmu Osvetnici: Završnica, Sam Wilson i Bucky Barnes surađuju na globalnoj avanturi koja će testirati njihove vještine i strpljenje.

## Glumačka postava
- Sebastian Stan kao James "Bucky" Barnes / Ratnik zime / Bijeli vuk: Super vojnik za kojeg se vjeruje da je poginuo tijekom Drugog svjetskog rata, pretvorio se u nemilosrdnog ubojicu nakon ispiranja mozga. On je najbolji prijatelj Stevea Rogersa. Serija prikazuje kako se Barnes pokušava prilagoditi modernom svijetu bez Rogersa. I Wilson i Barnes žive u sjeni ideala Kapetana Amerike, Wilsonove sumnje dolaze u sukob s Barnesom, koji je još uvijek vrlo zaštitnički nastrojen prema Rogersovoj ostavštini.
- Anthony Mackie kao Sam Wilson / Sokol / Kapetan Amerika: Osvetnik i bivši član "USAF Pararescuemena" specijaliziranog za zračnu borbu zahvaljujući posebnom krilatom odijelu. Na kraju filma Osvetnici: Završnica, Rogers Wilsonu daje štit Kapetana Amerike, a serija istražuje što znači za afroamerikanca da preuzme ulogu Kapetana Amerike.
- Wyatt Russell kao John Walker / Kapetan Amerika / U.S. Agent: Časnik američke mornarice koji boluje od PTSP-a i kojeg je vlada izabrala za novog Kapetana Ameriku.
- Erin Kellyman kao Karli Morgenthau: Vođa antidomoljubne skupine Flag-Smasher, koji vjeruju da je svijet bio bolji prije Snap-a, i bore se za rušenje granica između naroda.
- Danny Ramirez kao Joaquin Torres: pripadnik američkog ratnog zrakoplovstva u savezništvu s Wilsonom.
- Georges St-Pierre kao Georges Batroc: Plaćenik i vođa kriminalne skupine LAF.
- Adepero Oduye kao Sarah Wilson: Sestra Sama Wilsona. Lik je predstavljen kako bi podsjetio Sama na njegov život u Louisiani i doveo u pitanje njegove sumnje u ideji da postane novi Kapetan Amerika.
- Don Cheadle kao James "Rhodey" Rhodes: Pripadnik Osvetnika i časnik američkog ratnog zrakoplovstva. Rhodes je Samov mentor i pomaže mu da razmotri prednosti i mane svoje moguće uloge Kapetana Amerike.
- Daniel Brühl kao Baron Helmut Zemo: Bivši sokovski pukovnik i terorist odgovoran za raspad Osvetnika u filmu Kapetan Amerika: Građanski rat. Serija prikazuje Zemoa kako je izgubio sve i plaća za svoje zločine. U seriji Zemo nosi tradicionalnu ljubičastu masku koja se koristi u stripovima.
- Emily VanCamp kao Sharon Carter / Agent 13 / Power Broker: Bivša S.H.I.E.L.D.-ova i CIA-jina agentica, unuka Peggy Carter koja je postala kriminalac poznat kao Power Broker nakon događaja iz filma Građanski rat.
- Florence Kasumba kao Ayo: član Dore Milaje, kraljevske garde Wakande.
- Julia Louis-Dreyfus kao Valentina Allegra de Fontaine: Grofica zainteresirana za Walkera.

## Epizode
1. New World Order
2. The Star-Spangled Man
3. Power Broker
4. The Whole World Is Watching
5. Truth
6. One World, One People

## Budućnost
U travnju 2021., istog dana kada je objavljena finalna epizoda serije, objavljeno je da je u razvoju četvrti film Kapetana Amerike koji su napisali Spellman i Dalan Musson, objavljeno je da će u filmu glumiti Wilson kao Kapetan Amerika, nastavljajući radnju nakon događaja iz serije.

## Vanjske poveznice
- Službena stranica Marvel.com
- Službena stranica Disney+
- The Falcon and the Winter Soldier u internetskoj bazi filmova IMDb-a